# Роберт Асараф
Роберт Асараф (арап. روبرت الصراف; Рабат, 5. новембар 1936 - Рамат Хашарон, 5. март 2018) је био марокански историчар и писац.
Припадао је заједници мароканских Јевреја. Живео је у Паризу, у Француској и Маракешу, у Мароку.

## Каријера
Своју каријеру је започео у кабинету министра унутрашњих послова у Мароку.
После се прикључио групи „OНА” (енгл. Omnium Nord-Africain) где је постао генерални директор и делегирани администратор. Остао је на тим позицијама све до почетка деветесетих година прошлог века, када се пензионисао.
Био је председник „Уније мароканских Јевреја широм света”. Такође је био председник радио станице „Шалом Париз” и потпредседник француског магазина „Мариен” све до 2005. године када је продао свој удео.
Издао је многе књиге о јеврејској заједници у Мароку и савременој политици Израела. Објавио је анкету о историји Јевреја 2005. године, а 2008. је објавио анкету о дијаспори мароканских Јевреја.
Пред крај свог живота се преселио у Рамат Хашарон, у Израелу, где је и преминуо.

## Књиге
- Јевреји Марока широм света: повратак емиграције и идентитета(2008)
- Ариел Шарон и његове политичке битке(2006)
- Извесна историја Јевреја Марока: 1860 - 1999(2005)
- Драма Израела: од мира до рата (2001)
- Криза мушкараца; Израел(1999)